# Джулианова
Джулианова (итал. Giulianova) — город в Италии, расположен в регионе Абруццо, подчиняется административному центру Терамо.
Население составляет 21 806 человек (на 2004 г.), плотность населения составляет 791 чел./км². Занимает площадь 27 км². Почтовый индекс — 64021. Телефонный код — 085.
Покровителем коммуны почитается святой Флавиан, патриарх Константинопольский. Праздник ежегодно празднуется 22 апреля и 24 ноября.
Джулианова Лидо — пальмовая «ривьера» Адриатики. Джулианова — один из главных городов провинции Терамо, известный не только своими широкими пляжами и побережьем, но и как античный город мастеров с богатой историей.

## История
Город Джулианова был основан ещё во времена античного Рима. В 290 до н. э. вдоль реки Батинус (сегодня Тордино) была основана римская колония Каструм Новум (Castrum Novum), позже носившая название Кастель Сан Флавиано. На протяжении веков город не один раз становился ареной битв, неоднократно был разрушен и возведён снова. В 1470 году герцог Джулио Антонио Акуавива возвёл новый город (Джулио Нова) в более безопасном месте на холмистой возвышенности, над морским побережьем.

## Известные уроженцы и жители
- Гаэтано Брага — композитор и виолончелист.